# Standesherrlicher Kreis Neuwied
Der Standesherrliche Kreis Neuwied war ein auf der Grundlage der 1815 auf dem Wiener Kongress gefassten Beschlüsse dem Königreich Preußen zugehörender, zwischen 1816 und 1848 bestehender Kreis im Regierungsbezirk Koblenz, in dem den Fürsten zu Wied vom preußischen Staat standesherrliche Rechte zugestanden wurden. Der Standesherrliche Kreis Neuwied umfasste den größten Teil des heutigen Landkreises Neuwied. Im gesamten Königreich Preußen gab es 16 standesherrliche Gebiete, im Regierungsbezirk Koblenz hatte neben dem Kreis Neuwied nur noch der Kreis Braunfels den standesherrlichen Status.

## Geschichte

### Ausgangslage 1803
Das Gebiet des späteren Standesherrlichen Kreises Neuwied umfasste Teile folgender ehemaligen Landesherrschaften:
- Aus dem Fürstentum Wied-Neuwied die Stadt Neuwied und das Amt Heddesdorf bestehend aus den Kirchspielen Altwied, Anhausen, Feldkirchen, Heddesdorf, Honnefeld, Niederbieber, Oberbieber und Rengsdorf.[3] Der regierende Fürst war Johann August Karl zu Wied-Neuwied (1779–1836).
- Aus dem Fürstentum Wied-Runkel das Amt Dierdorf mit den Kirchspielen Dierdorf, Brückrachdorf (ohne das Dorf Brückrachdorf), Niederwambach, Oberdreis, Puderbach, Raubach und Urbach.[3] Der regierende Fürst war Karl Ludwig Friedrich Alexander zu Wied-Runkel (1763–1824), er residierte in Dierdorf. Nach dem Tod von Fürst Karl Ludwig (1824) erbte sein Vetter Johann August Karl zu Wied-Neuwied, er vereinigte Wied-Neuwied und Wied-Runkel zum „Fürstentum Wied“.
- Die Grafschaft Niederisenburg, bestehend aus dem Burgfrieden Isenburg und dem Kirchspiel Maischeid.[3] Die Grafschaft Niederisenburg war seit 1664 ein Kondominium und stand 1803 unter der gemeinsamen Hoheit und Verwaltung des Fürsten zu Wied-Runkel und des Grafen von Walderdorff (Franz Philipp Graf von Walderdorff (1740–1828)). Walderdorff verzichtete 1811 auf seine Rechte, Niederisenburg wurde Teil des Amtes Dierdorf.
- Aus dem Kurfürstentum Köln das Amt Altenwied mit den Kirchspielen Asbach, Neustadt (Wied), Windhagen und das Amt Neuerburg mit dem Kirchspiel Waldbreitbach.[3] Diese beiden zuvor kurkölnischen Ämter wurden 1803 aufgrund des Reichsdeputationshauptschlusses dem Fürsten zu Wied-Runkel zugesprochen.
- Aus dem Kurfürstentum Trier das Dorf Irlich. Dieses war seit dem 17. Jahrhundert zwischen Kurtrier und Wied strittig;[3] 1822 wurde es dem Fürsten zu Wied-Neuwied zugesprochen.

Das gesamte Gebiet kam 1806 aufgrund der Rheinbundakte zum Herzogtum Nassau.

### Unter Preußen 1815
Aufgrund der auf dem Wiener Kongress geschlossenen Vereinbarungen kam das Gebiet 1815 an das Königreich Preußen. In einer königlichen Verordnung vom 21. Juni 1815 bestätigte Friedrich Wilhelm III. dem hohen Adel innerhalb Preußens alle diejenigen Vorrechte, welche den vormals reichsunmittelbaren Geschlechtern durch Artikel XIV der Deutschen Bundesakte gewahrt worden waren. Die Fürsten zu Wied-Neuwied und zu Wied-Runkel zählten vor 1803 zu den reichsunmittelbaren Familien. Nach Verhandlungen mit den Standesherrn erging am 30. Mai 1820 eine weitere königliche Verordnung, in der die 16 standesherrlichen Familien innerhalb des preußischen Staates und deren standesherrlichen Gebiete beschrieben wurden. Dem Fürsten zu Wied-Neuwied wurde die „Niedere Grafschaft Wied“ mit Ausnahme des Amtes Grenzhausen zugesprochen, dem Fürsten zu Wied-Runkel die „Obere Grafschaft Wied“ mit Ausnahme des Amtes Runkel; sowie die vorherigen (bis 1803) kurkölnischen Ämter Altenwied und Neuerburg.
Die beiden fürstlich-wiedischen Behörden (Wied-Neuwied und Wied-Runkel) für die zur jeweiligen Standesherrschaft gehörenden Gemeinden wurden zuständig für Justiz-, Polizei-, Kirchen-, Schul- und Kommunalangelegenheiten, dem königlich-preußischen Landrat unterstanden nur die Hoheits-, Militär- und Steuerangelegenheiten. In zwei Verordnungen vom 3. November 1826 und vom 9. August 1827 wurden die standesherrlichen Regierungsrechte und die Zuständigkeiten näher festgelegt.
Im Jahre 1846 nahm Fürst Wilhelm Hermann Karl Verhandlungen mit dem König zwecks Abtretung der Regierungsrechte auf. Gründe hierfür waren zu hohe Kosten bei gleichzeitig zu niedrigen Einnahmen. 1848 bewilligte Preußen diesen Verzicht. Die Verwaltungsgeschäfte gingen nun ganz auf den Landrat über, die fürstliche Regierung wurde zum 31. Oktober 1848 aufgelöst.
Das mit der Standesherrschaft verbundene Fürstlich Wiedische Bergamt, das im Standesherrlichen Gebiet die „Berghoheits-, Bergjurisdiktions- und Bergregalitätsrechte“ innehatte, wurde erst zum 1. Januar 1866 an Preußen zurückgegeben.

## Standesgebiet Wied
Der Standesherrliche Kreis Neuwied gliederte sich in zunächst zehn, später neun Bürgermeistereien:
| Bürgermeisterei | bis 1803                                              | 1803 bis 1806           | heute |
| --------------- | ----------------------------------------------------- | ----------------------- | --- |
| Altenwied       | Kurköln, Amt Altenwied                                | Fürstentum Wied-Runkel  | bestand nur bis 1823, die zugehörenden Gemeinden wurden den Bürgermeistereien Asbach und Neustadt zugeordnet |
| Anhausen        | Fürstentum Wied-Neuwied                               | Fürstentum Wied-Neuwied | alle zur Verbandsgemeinde Rengsdorf gehörenden Gemeinden, ohne Kurtscheid und Melsbach |
| Asbach          | Kurköln, Amt Altenwied                                | Fürstentum Wied-Runkel  | Ortsgemeinden Asbach, Buchholz (Westerwald), Windhagen |
| Dierdorf        | Fürstentum Wied-Runkel und Kondominium Niederisenburg | Fürstentum Wied-Runkel  | Stadt Dierdorf sowie die übrigen Ortsgemeinden der Verbandsgemeinde Dierdorf, ohne Marienhausen |
| Heddesdorf      | Fürstentum Wied-Neuwied                               | Fürstentum Wied-Neuwied | Heddesdorf, die heutigen Neuwieder Stadtteile Altwied, Feldkirchen (Irlich, vorher Kurtrier, erst von 1822 an) Niederbieber, Oberbieber, Rodenbach und Segendorf sowie die Ortsgemeinden Datzeroth und Melsbach |
| Neuerburg       | Kurköln, Amt Neuerburg                                | Fürstentum Wied-Runkel  | alle zur Verbandsgemeinde Waldbreitbach gehörenden Gemeinden (ohne Datzeroth) sowie die Ortsgemeinde Kurtscheid                                                                                                 |
| Neustadt-Wied   | Kurköln, Amt Altenwied                                | Fürstentum Wied-Runkel  | Ortsgemeinden Neustadt (Wied) und Vettelschoß sowie ein Teil von St. Katharinen (Lorscheid) |
| Neuwied         | Fürstentum Wied-Neuwied                               | Fürstentum Wied-Neuwied | heutige Innenstadt von Neuwied ohne Heddesdorf |
| Niederwambach   | Fürstentum Wied-Runkel                                | Fürstentum Wied-Runkel  | Ortsgemeinden Dürrholz, Hanroth, Niederwambach, Oberdreis, Ratzert, Rodenbach bei Puderbach, Steimel und Woldert                                                                                                |
| Puderbach       | Fürstentum Wied-Runkel                                | Fürstentum Wied-Runkel  | Ortsgemeinden Dernbach, Döttesfeld, Harschbach, Linkenbach, Niederhofen, Puderbach, Raubach, Urbach |

Im Jahr 1822 erfolgte die Eingliederung des aufgelösten Kreises Linz mit den Bürgermeistereien Linz, Leutesdorf und Unkel sowie die Übernahme der Bürgermeisterei Engers aus dem Kreis Coblenz in den Kreis Neuwied. Die zu diesen vier Bürgermeistereien gehörenden Gemeinden gehörten nicht zum Standesgebiet. Deshalb wurde im Kreis Neuwied unterschieden zwischen den standesherrlichen oder fürstlichen und den königlichen Bürgermeistereien.

## Personalien

### Standesherren
- Johann August Karl Fürst zu Wied-Neuwied, bis 1836
- Karl Ludwig Friedrich Alexander Fürst zu Wied-Runkel, bis 1824
- Wilhelm Hermann Karl Fürst zu Wied, bis 1848

### Standesherrliche Verwaltung
Die „Standesherrlichen Behörde der Fürstlich wied’schen Regierung“ zu Neuwied war wie folgt personell besetzt (Stand 1826):
- Direktor: Regierungsdirektor Becker
- Justizabteilung:
Leitung: Regierungsrat Pasch, sowie ein weiterer Regierungsrat und ein Regierungsassessor
- Abteilung für die Polizei- und Kommunalangelegenheiten:
Leitung: Regierungsrat Pasch, sowie ein weiterer Regierungsrat, ein Oberforstmeister und ein Medizinalrat
- Abteilung für die Kirchen- und Schulangelegenheiten:
Leitung Kirchenrat Meß und Regierungsrat Pasch als Justitiar
- Subalternbeamte: ein Regierungssekretär, ein Registrator und drei Kanzlisten

### Justizbehörden
Es waren fünf standesherrliche Justizämter eingerichtet (Stand 1820; WN = Wied-Neuwied, WR = Wied-Runkel):
- Fürstliches Stadtschultheißen-Amt Neuwied, Regierungsrat Hachenberg (WN)
- Fürstliches Justizamt Heddesdorf, Justizrat Helfrich (WN)
- Fürstliches Justizamt Dierdorf, Hofrat Cramer (WR)
- Fürstliches Justizamt Altenwied zu Asbach, Amtsrat Mengelberg (WR)
- Fürstliches Justizamt Neuerburg zu Niederbreitbach, Amtmann Reinhard (WR)

### Landräte
Die königlich preußischen Landräte waren:
- 1816–1822: Carl von Gaertner
- 1822–1851: Philipp von Hilgers

## Fürstlich Wied’sche Regierung
Die dem Fürsten zu Wied zustehenden Regierungsrechte wurden im „Neuen Rheinischen Conversations-Lexicon“ aus dem Jahr 1836, unter Bezugnahme auf zwei Verordnungen vom 3. November 1826 und vom 9. August 1827, wie folgt beschrieben (Schreibweise z. T. angepasst):

„Die Ausübung der dem Fürsten zu Wied zustehenden Regierungsrechte ist im Umfang der Standesgebiete einer „collegialisch eingerichteten Behörde“ unter dem Namen „Fürstlich Wied’sche Regierung“ übertragen. Die Rentkammer- und Domainen-Verwaltung bleibt davon getrennt. Die Mitglieder der Regierung sind Staatsdiener und werden dem Landesherrn und dem Standesherrn verpflichtet. Die Wahrnehmung der königlichen Gerechtsame der Landeshoheit, der allgemeinen Landespolizei, der Militärgewalt, der direkten und indirekten Steuern und aller übrigen Regalien usw. verbleibt der landesherrlichen Behörde (Landrat), welche sich dazu auch der standesherrlichen Unterbehörde bedienen kann. Die Aufsicht darüber, dass die Gesetze und Verordnungen, deren Ausführung dem Fürsten und seiner Regierung zusteht, gehörig angewandt, und dass von ihm in Ausübung der bewilligte Rechte die gesetzlichen Schranken beobachtet werden, führen die Ministerien durch den Oberpräsidenten. Die Anstellung der Regierungsbeamten hängt, unter Voraussetzung der gesetzlichen Qualifikation, worüber ein Zeugnis beizubringen ist, von dem Fürsten ab. Die fürstlich wiedische Regierung bildet drei Abteilungen, nämlich für die Justiz-, die Polizei- und Kommunal-, die Kirchen- und Schul-Angelegenheiten.
Der Justizabteilung sind alle Justizangelegenheiten in dem fürstlich wiedischen Gebiete in resp. erster und zweiter Instanz überwiesen. Der Appellationszug von der Regierung als zweiter Instanz geht an den Appellationshof zu Köln als dritte Instanz, dem das Recht der Oberaufsicht zusteht. Die Autorität des Fürsten beschränkt sich auf ein Einwirkung bei Beschwerden über verzögerte, entzogene oder verweigerte Justiz. Wenn in Ehescheidungssachen usw. die Regierung als erste Instanz erkennt, so geht der Appellationszug an den Appellationshof zu Köln als zweite Instanz, und von letzterem die Oberappellation in dritter Instanz an den Revisionshof zu Berlin. In allen fiskalischen Prozessen, mit Ausnahme der Domänenangelegenheiten, welche bei dem fürstlichen Gerichte anhängig zu machen sind, hängt es von dem Fiskus ab, sie entweder bei dem königlichen Justizsenat oder bei der fürstlichen Justizbehörde zu verfolgen. Bei Exekutionen aller fiskalischen Gefälle bleibt dem königlichen Fiskus das Recht, solche durch seine Verwaltungsbeamten zu verfügen.
Die Befugnis der fürstlichen Regierung hinsichtlich der Polizeiverwaltung umfasst die Beaufsichtigung der lokalen Polizeibehörden, die Ausübung derjenigen polizeilichen Gewalt, welche den königlichen Landräten in den unmittelbaren Landesteilen beigelegt ist, ferner die Ausübung der Gewerbepolizei, der Medizinal- und Gesundheitspolizei, der Forst- und Jagdpolizei. Auch werden von der Regierung die Angelegenheiten der Kommunen und Institute bearbeitet. Unter der Leitung der Regierung zu Koblenz verwaltet der königliche Landrat in dem fürstlichen Gebiete, alle der fürstlichen Regierung nicht überwiesenen Hoheitsrechte ganz so, wie solches in den übrigen Kreisen geschieht. 
In Bezug auf Kirchen und milde Stiftungen gehört zum Wirkungskreise der fürstlichen Regierung: die Einführung der vom königlichen Consistorium ordinierten und von dem Fürsten ernannten Pfarrer und Geistlichen, die Aufsicht über die Amts- und moralische Führung der Geistlichen, die Urlaubserteilung für selbige, Untersuchung und Suspension vom Dienste, die Aufrechthaltung der äußern Kirchenzucht und Ordnung, die Direktion und Aufsicht über Kirchen, milde und fromme Stiftungen und Institute und deren Fonds, die Aufsicht und Verwaltung sämtlicher äußeren Kirchenangelegenheiten, die polizeiliche Aufsicht über alle literarische Institute und Gesellschaften usw. In Bezug auf die Schulen und sonstigen Erziehungsanstalten gehört zu ihrem Ressort: die Aufsicht und Verwaltung des gesamten Elementarschulwesens, der Privatschulen und Erziehungsanstalten, die Besetzung der Schullehrerstellen fürstlichen Patronats, die Bestätigung aller von Privat-Patronen und Gemeinden erwählten Schulleiter, die Aufrechthaltung einer guten Disziplin unter den Lehrern usw. 
Der Fürst ist berechtigt im ganzen Umfange seiner Rechte und innerhalb deren Grenzen, jedoch unter Beachtung der Landesgesetze, selbständig und in eigenem Namen Verordnungen und Verfügungen zu erlassen.“